# Мбанза-Конго
Мбанза-Конго (відоме як Сан-Сальвадор з 1570 по 1975 роки) — місто в Анголі, столиця провінції Заїре. Мбанза-Конго засноване ще до прибуття португальців і було столицею династії, яка правила в той час (1483). Місто лежить близько до кордону Анголи з Демократичною Республікою Конго. Воно розташоване навколо 6°16′0″ пд. ш. 14°15′0″ сх. д. / 6.26667° пд. ш. 14.25000° сх. д. і на вершині вражаючої плосковершинної гори, яку іноді називають Монго а Каіла (гора поділу), оскільки сучасні легенди переповідають, що правитель створив племена королівства і розіслав їх звідси. У долині на південь протікає річка Луезі.

## Історія
Мбанза-Конго колись було домівкою Маніконго — правителя Королівства Конго, яке в часи розквіту простягалось від південноафриканського узбережжя Атлантики до ріки Нкісі (Nkisi).
Найперші царі, про яких є згадки, називали місто у своїй переписці «місто Конго» (cidade de Congo), а назва Сан-Сальвадор з'являється вперше у листах Альваро I (1568—1587) і продовжувала використовуватись його наступниками. Назва була повернута після незалежності Анголи у 1975 році.
Коли португальці прибули в Конго, Мбанза-Конго було вже великим містом, мабуть, найбільшим в субекваторіальній Африці, і перший відвідувач 1491 року порівняв його за розміром із португальським містом Евора. Під час правління Афонсо I були зведені кам'яні будівлі, у тому числі палац і кілька храмів. Місто інтенсивно росло, оскільки Королівство Конго теж розширювалось, і церковна заява 1630-х років розповідає, що було проведено 4,000-5,000 хрещень в місті і найближчих районах (ймовірно долинах, які оточують місто), що узгоджується з загальним населенням 100,000 осіб. З них, мабуть 30000 жили на горі, а інші в долинах навколо міста. Серед важливих будівель було близько дванадцяти церков, а також приватних каплиць і ораторій та вражаючий двоповерховий королівський палац, єдина така будівля у всьому Конго, згідно з відвідувачем Джованні Франческо да Рома (1648).
Місто було пограбоване кілька разів під час громадянських воєн у 1665 і покинуте у 1678. Воно було знову заселене у 1705 послідовниками Донья Беатріс (Кімпа Віта) і відновлене як столиця Конго королем Педро IV у 1709. Місто ніколи не було повністю незалюдненим, хоча його населення суттєво коливалося протягом вісімнадцятого і дев'ятнадцятого століть.

## Відомі пам'ятки
Мбанза-Конго відоме руїнами собору (побудований у 1549), багато ангольців вважають його найстарішою церквою на південь від Сахари, хоча це не так, найстарішою є Вера-Крус, побудована у 1491 році. Тепер церква, що називається Сан-Сальвадор, відома місцевим жителям як нкулумбімбі; розповідають що вона була побудована ангелами протягом ночі. Вона була зведена у статус кафедрального собору в 1596 році. Папа Іван Павло II побував тут під час свого турне по Анголі в 1992 році.
Ще одним цікавим місцем історичного значення є пам'ятник матері короля Афонсо I поруч з аеропортом, про це розповідає поширена легенда 1680-х років, що король поховав свою матір живою, бо вона не була готова відмовитися від «ідола», якого носила на шиї.
Королівський музей, нещодавно перебудований в сучасному вигляді, вміщує вражаючу колекцію артефактів із Стародавнього королівства, хоча багато було втрачено із старішої будівлі під час Громадянської війни 1976—2002.